# Gianni Sbarra
Gianni Sbarra (Siena, 8 agosto 1929 – Siena, 16 novembre 2015) è stato uno scenografo italiano.

## Biografia
Inizia la sua carriera come giocatore di baseball. Vince con la Lazio il primo campionato della Federazione italiana di baseball.
Tra gli anni sessanta a novanta porta avanti una carriera di successo come scenografo, lavorando per i film dei fratelli Taviani. Tra gli altri in Le affinità elettive.
Ha ricevuto il David di Donatello per il miglior scenografo nel 1993 per il film Fiorile, anch'esso diretto dei fratelli Taviani.
È morto a Siena il 16 novembre 2015

## Filmografia
- Sotto il segno dello scorpione (1969), regia di Paolo e Vittorio Taviani, (scenografo)
- San Michele aveva un gallo (1972), regia di Paolo e Vittorio Taviani, (scenografo)
- Allonsanfàn (1974), regia di Paolo e Vittorio Taviani, (scenografo)
- Padre padrone (1977), regia di Paolo e Vittorio Taviani, (scenografo)
- Ecce bombo (1978), regia di Nanni Moretti, (scenografo)
- Il prato (1979), regia di Paolo e Vittorio Taviani (scenografo e sceneggiatore)
- Masoch, (1980), regia di Franco Brogi Taviani
- Sogni d'oro (1981), regia di Nanni Moretti, (scenografo)
- Uomini e no (1981), regia di Valentino Orsini, (arredatore)
- La notte di San Lorenzo (1982), regia di Paolo e Vittorio Taviani, (scenografo)
- Cuore (1984), sceneggiato televisivo, regia di Luigi Comencini, (scenografo)
- Good Morning Babilonia (1987), regia di Paolo e Vittorio Taviani, (scenografo)
- La donna della luna (1989), regia di Vito Zagarrio, (architetto-scenografo)
- Il sole anche di notte (1990), regia di Paolo e Vittorio Taviani, (scenografo)
- Modì (1990), regia di Franco Brogi Taviani, (scenografo)
- Fiorile (1993), regia di Paolo e Vittorio Taviani, (scenografo)
- Le affinità elettive (1996), regia di Paolo e Vittorio Taviani, (scenografo)
- Tu ridi (1998), regia di Paolo e Vittorio Taviani, (scenografo)

## Riconoscimenti
- David di Donatello per il miglior scenografo 1993:
  - Fiorile